# Hushjælp
En hushjælp er en fællesbetegnelse for ansatte eller deltidsansatte i boliger, på landet på en gård eller i byen. En hushjælp kan være mandlig eller kvindelig som husassistent, barnepige, au pair, havehjælp, hundepasser, rengøringshjælp osv.